# 比亚克农福尔县

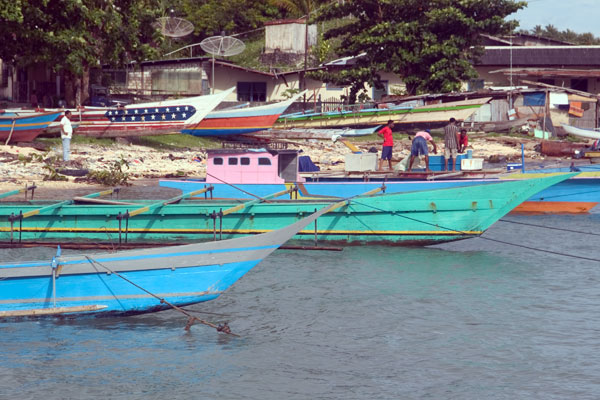
停泊在比亚克的渔船

比亚克农福尔县（印尼语：Kabupaten Biak Numfor）是印度尼西亚巴布亚省北部的一个县，行政中心位于比亚克（Biak），下设19个区（Kecamatan或Distrik）和268个村（其中14个为Kelurahan，254个为Kampung）。2010年统计共126,798人，2014年估计156,023人。

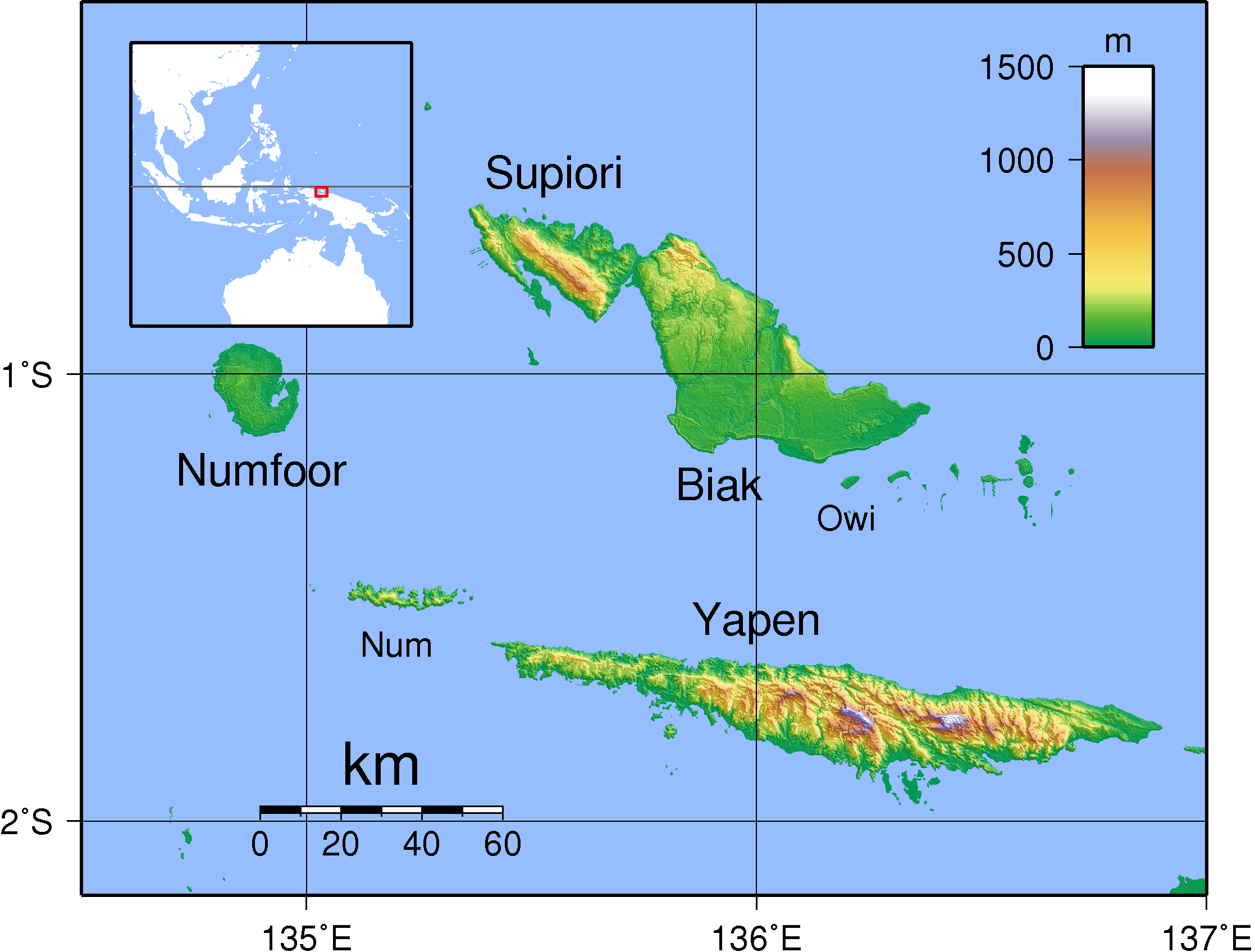
斯考滕群岛，比亚克岛位于图中间，农福尔岛在左边

## 地理

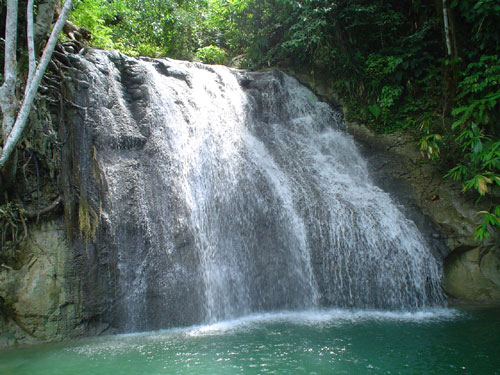
比亚克岛的瓦萨瀑布

地处鸟头湾（Teluk Cenderawasih）北部，由比亚克岛（Pulau Biak）和农福尔岛（Pulau Numfor）两个大岛以及帕代多群岛（Kepulauan Padaido）等超过42个岛构成。全县面积占巴布亚省面积的5.11％。
比亚克农福尔县西北隔狭窄的索仁帝韦里海峡与苏皮奥里县（Kabupaten Supiori）相望，南部是亚彭群岛县（Kabupaten Kepulauan Yapen）。

### 气候
2011年测得数据，平均气温27.1°C，平均湿度86.3％。
2011年月平均降水量287.5mm，降水最多出现在8月（456.1mm），最少则是11月（123.1mm）。月均降水天数24天，9月降水天数最多，几乎一个月（28天），5月最少（19天）。
月平均日照时间140.8小时，1月日照最多（203.1小时），6月日照最少（69.1小时）。

### 比亚克地震
比亚克地震（英语：Biak earthquake）又称伊里安查亚地震（英语：Irian Jaya earthquake），发生于当地时间1996年2月17日14点59分30秒，矩震级8.2，深度20千米，震中位于0.95°S 136.94°E，比亚克岛东方一百千米处。地震造成166人死亡423人受伤5090人无家可归，经济损失共420万美元。

## 历史
比亚克岛是二战的战场之一，比亚克岛战役中美军474人阵亡，2,400人负伤；美国估算日军6,100人阵亡，另有450人被俘虏（日军则说超过10,000人阵亡，数字有出入）。

## 行政区划
比亚克农福尔县下辖19个区，名单如下（括号内为行政中心）：
| 区                    | 行政中心 | 人口 2010普查 | 所在地区   |
| --------------------- | -------- | ------------- | ---------- |
| 西农福尔 Numfor Barat | Kameri   | 2,511         | 农福尔岛   |
| Orkeri                | Pakreki  | 1,772         | 农福尔岛   |
| 东农福尔 Numfor Timur | Yenburwo | 1,273         | 农福尔岛   |
| Bruyadori             | Duai     | 1,868         | 农福尔岛   |
| Poiru                 | Andei    | 1,833         | 农福尔岛   |
| 帕代多 Papaido        | Pai      | 1,741         | 帕代多群岛 |
| Ainando Papaido       | Pasi     | 2,166         | 帕代多群岛 |

| 区                  | 行政中心  | 人口 2010普查 | 所在地区 |
| ------------------- | --------- | ------------- | -------- |
| 东比亚克 Biak Timur | Bosnik    | 6,686         | 比亚克岛 |
| Oridek              | Sawa      | 4,730         | 比亚克岛 |
| 比亚克城 Biak Kota  | 比亚克市  | 41,731        | 比亚克岛 |
| Samofa              | Darfuar   | 27,711        | 比亚克岛 |
| Yendidori           | Yendidori | 7,865         | 比亚克岛 |
| 北比亚克 Biak Utara | Korem     | 6,534         | 比亚克岛 |

| 区                  | 行政中心  | 人口 2010普查 | 所在地区 |
| ------------------- | --------- | ------------- | -------- |
| Andey               | Rodifu    | 2,329         | 比亚克岛 |
| Warsa               | Ammoy     | 4,470         | 比亚克岛 |
| Yawosi              | Wasori    | 1,960         | 比亚克岛 |
| Bondifuar           | Sansundi  | 212           | 比亚克岛 |
| 西比亚克 Biak Barat | Yomdori   | 5,420         | 比亚克岛 |
| Swandiwe            | Wombrisaw | 3,986         | 比亚克岛 |
| 合计                |           | 126,798       |          |

面积最大的区是Biak Utara（277.77 Km²），面积最小的区是Kepulauan Padaidio（30.72 Km²）。
2003年12月18日，印尼议会批准苏皮奥里县从比亚克农福尔县分出。

## 交通

### 公路
比亚克农福尔县共有公路703.74千米，其中国家公路65.66千米，省级公路193.51千米，县级公路444.56千米。96.9％的省级公路和92.13％的县级公路为柏油铺装路面。
有公路桥跨过索仁帝韦里海峡与苏皮奥里县相连接。

### 航空
弗兰斯凯西波国际机场（Bandar Udara Internasional Frans Kaisiepo，IATA代码BIK）始建于二战时期，跑道长3,571米。20世纪90年代开通了雅加达-巴厘岛 - 比亚克 - 檀香山 - 洛杉矶的国际航线，此国际航线现已停飞。目前有飞往查亚普拉、望加锡、纳比雷、泗水、马诺夸里、塞鲁伊等地的航班。2011年共运送旅客366,385人次，在印度尼西亚机场排名23。

### 航天
2006年印度尼西亚和俄罗斯开始讨论在比亚克岛建立商业卫星发射基地的可能性，目前仍然处于计划阶段。2012年恢复讨论，障碍在于俄罗斯担忧印度尼西亚不是飞弹科技管制建制的会员国

## 文化

### 比亚克语
比亚克语（英语：Biak language）意为“我们的语言”。2000年统计，约有30000人的母语为比亚克语，主要分布在比亚克农福尔县各岛。比亚克语属南岛语系的马来-波利尼西亚语族。

### 教育
2011年比亚克农福尔县拥有学校如下：11所大学、6所职业中学、16所高中、46所初中、1所伊斯兰教中学、161所小学、1所伊斯兰教小学和19所幼儿园。Bondifuar区没有中学。比亚克农福尔县的大学环境和教学质量不高，导致本县很多高中毕业后选择继续接受教育的学生到其他县的大学就读。

## 资料来源
1. ↑  Biro Pusat Statistik, Jakarta, 2011.
2. ↑  .   [2016年12月9日]. （原始内容存档于2016年12月13日）.
3. ↑  .   [2016-12-09]. （原始内容存档于2021-02-26）.